# ViaRhôna
Die ViaRhôna ist ein Radwanderweg in Frankreich.
Die 815 Kilometer lange Route, die seit dem Jahr 2008 abschnittsweise ausgebaut wird, führt vom Genfersee durch das Rhonetal bis an das Mittelmeer. Zusammen mit der Strecke der Rhone-Route in der Schweiz, die eine Länge von 350 Kilometern hat, bildet die ViaRhôna den Radwanderweg EuroVelo 17 (Rhone Radweg).

## Verlauf
Am Genfersee bestehen zwei Anschlusspunkte von der Rhone-Route (Veloland-Schweiz-Route Nr. 1) zur ViaRhôna. Der schweizerische Radwanderweg, der in Andermatt im Kanton Uri beginnt und den Furkapass überquert und dann durch das Wallis zum Genfersee führt, verläuft nördlich des Sees durch Lausanne und bis nach Genf. Deshalb befindet sich in dieser Stadt, wo die Rhone den Genfersee verlässt, ein Ausgangspunkt zur französischen ViaRhôna.
Der Anfangspunkt des ganzen Radwanderwegs ViaRhôna befindet sich unweit der Landesgrenze von der Schweiz zu Frankreich in Saint-Gingolph am Genfersee. Von der Stelle, wo die Rhone-Route bei Le Bouveret die Rhone über die Passerelle des Grangettes überquert und nach Vevey weiterführt, ist es nur einen Kilometer weit durch Le Bouveret und das schweizerische Saint-Gingolph zum Grenzübergang und dem offiziellen Anfangspunkt der ViaRhôna.
Diese führt dem Südufer des Genfersees entlang im Departement Haute-Savoie durch die Ortschaft Meillerie und die Agglomerationen von Évian-les-Bains und Thonon-les-Bains in das Gebiet des Kantons Genf.
Südlich von Genf verläuft der Radwanderweg der Rhone entlang und stellenweise auf Strecken abseits des Flusses, die zum Radfahren besser geeignet sind. Die Route führt teilweise über schon vorher bestehende verkehrsarme Straßen und Wege, während gewisse Abschnitte für den Langsamverkehr neu gebaut wurden. Für die dafür nötigen Investitionen sowie die Kennzeichnung und Signalisation der Route sind die Departemente und die Gemeinden zuständig. Weil größere Abschnitte des Weges auf den günstig platzierten Seitendämmen der zahlreichen Kraftwerkskanäle und den Hochwasserschutzdämmen liegen, beteiligt sich neben dem französischen Staat auch die Kraftwerksbetreiberin und Schifffahrtsgesellschaft Compagnie nationale du Rhône an den Kosten des Bauprojekts.
Am Radwanderweg liegen zahlreiche Naturlandschaften, historische Orte und bekannte Sehenswürdigkeiten. Bedeutende Orte am Weg sind zum Beispiel die Stadt Seyssel mit der historischen Hängebrücke über die Rhone und dem Museum Maison du Haut-Rhône, Chanaz im Departement Savoie am Canal de Savières, die Metropole Lyon mit dem ausgedehnten Areal des Grand parc de Miribel-Jonage, dem öffentlichen Stadtpark Parc de la Tête d’Or und den Brücken bei der Mündung der Saône in die Rhone, Vienne im Departement Isère, Tournon-sur-Rhône im Departement Ardèche mit dem Schloss Tournon, in dem sich unter anderem eine Ausstellung zur Rhoneschifffahrt und zum Brückenbauingenieur Marc Seguin befindet, Avignon im Departement Vaucluse, Arles im Departement Bouches-du-Rhône und Beaucaire im Departement Gard. Unweit von Port-Saint-Louis-du-Rhône führt der Weg zur Mündung der Rhone in das Mittelmeer.
Von Port-Saint-Louis-du-Rhône zählt weiterhin die Strecke durch die Camargue und der Meeresküste entlang bis nach Sète zum Radwanderweg ViaRhôna.